# 이치카와 에비조

이치가와가의 가몬

이치카와 에비조(市川海老蔵)는 이치카와가(家)의 가부키 배우들에 쓰이는 활동명이다.
3개의 사각형이 다른 사각형 안에 들어있는 이치가와가 가몬의 디자인은 미마스(三升)로 부른다.
- 이치카와 에비조 (1대)
- 이치카와 에비조 (2대)
- 이치카와 에비조 (5대)
- 이치카와 에비조 (6대)
- 이치카와 에비조 (10대)
- 이치카와 에비조 (11대)

## 같이 보기
- 이치카와 단쥬로